# Lior Narkis
Lior Narkis (in ebraico ליאור נרקיס‎?; Holon, 8 novembre 1976) è un cantante israeliano.
Esponente di musica mizrahì, ha partecipato all'Eurovision Song Contest 2003 con il brano Milim la'ahava (Words For Love).